# بوگدان وردیان
بوگدان هاکوبی وردیان (ارمنی: Բոգդան Հակոբի Վերդյան؛  زادهٔ ۲۰ سپتامبر ۱۹۱۹ - درگذشته ۱ دسامبر ۱۹۹۲)، رمان‌نویس و لغت‌شناس اهل ارمنستان بود.

## زندگی‌نامه
وی در ۲۰ سپتامبر ۱۹۱۹ در فرمانداری الیزابت‌پل به دنیا آمد و در سال ۱۹۴۱ از دانشگاه دولتی علوم پرورشی خاچاطور آبوویان ارمنستان فارغ‌التحصیل شد و در سال ۱۹۷۰ مدرک دکتری اخذ نمود.  وی در دانشگاه دولتی علوم پرورشی خاچاطور آبوویان ارمنستان فعالیت می‌کرد. وی عضو اتحایه نویسندگان اتحاد شوروی بود.  وی در ۱ دسامبر ۱۹۹۲ در سن ۷۳ سالگی در ایروان درگذشت.

## یادداشت
1. ↑  Բեգում Սարով